# Wilhelm Bleyer (Theologe)
Wilhelm Bleyer (* 14. Juli 1905 in München; † 4. Dezember 1983 ebenda) war ein deutscher römisch-katholischer Theologe und 1. Vorsitzender des Jugendsozialwerkes München e.V.

## Leben und Wirken
Bleyer studierte nach dem Abitur 1923 am Wilhelmsgymnasium München Philosophie und Katholische Theologie an den Universitäten von Innsbruck und München und wurde 1928 zum Priester geweiht. Da er noch nicht das vorgeschriebene Weihealter hatte, erhielt er eine besondere Genehmigung des Vatikans. Danach unterrichtete er u. a. als Studienrat Religion an verschiedenen Gymnasien, aber auch an Volks- und Berufsschulen. 1940 wurde er als Sanitäter zum Kriegsdienst verpflichtet. Als er 1944 aus dem Krieg zurückkehrte, während dessen er auch zeitweise als Militärseelsorger gewirkt hatte, übernahm er die Pfarrei Maria-Hilf in München. Drei Jahre später wurde er zum Kirchenrektor von St. Barbara zu München berufen.
Bereits 1929 wurde Bleyer zum 1. Vorsitzenden Jugendsozialwerkes München e. V. (vormals Lehrlingsschutzverein e. V.) gewählt und wurde zugleich zum Direktor des neuerbauten Lehrlings- und Jugendheims an der Berlepschstraße in München ernannt. Im Rahmen seiner Tätigkeit initiierte er die Gründung mehrerer Einrichtungen für männliche Lehrlinge und Schüler in Bayern. Hervorzuheben sind an dieser Stelle seine Verdienste für die Konzipierung und den Ausbau des Berufsbildungswerkes Kirchseeon, der Jugendwohnheime in Rosenheim, Landshut und München-Pasing, das heute seinen Namen trägt. Auch zeichnete er für die Gründung der Fachschule für Sozialarbeit (heute Katholische Stiftungsfachhochschule München) sowie der Fachschule für Jugend- und Heimerziehung (heute Katholische Fachakademie für Sozialpädagogik München verantwortlich). Für beide Ausbildungsstätten übernahm Hermann Zeit das Direktorat. An erstgenannter Ausbildungsstätte unterrichtete Bleyer viele Jahre Religion und Caritaskunde. 1979 legte Bleyer das Amt des 1. Vorsitzenden  des Jugendsozialwerks München e. V. nieder.

## Auszeichnungen
- Bayerischer Verdienstorden (14. Mai 1965)
- Bundesverdienstkreuz am Bande (15. Oktober 1959)[3]
- 1960 berief ihn Kardinal Julius Döpfner zum Geistlichen Rat
- Päpstlichen Geheimkämmerer (1965)
- Ehrenmitglied des Jugendsozialwerks München

## Werke
- Das Jugendwohnheim. In: Jugendsozialwerk München e. V. (Hg.): Wilhelm Bleyer: Ein Leben für die Jugend, München o. J. (1979), S. 63–70